# Faramea elegans
Faramea elegans är en måreväxtart som beskrevs av Paul Carpenter Standley och Julian Alfred Steyermark. Faramea elegans ingår i släktet Faramea och familjen måreväxter.
Artens utbredningsområde är Colombia. Inga underarter finns listade i Catalogue of Life.